# Copa del Mundo de Ciclocrós
La Copa del Mundo de Ciclocrós es una competición de ciclocrós organizada por la Unión Ciclista Internacional (UCI). Su primera edición se celebró en la temporada 1993/94.
El calendario cuenta con varias carreras (por lo general entre 6 y 9) que se disputan de octubre de un año a enero del siguiente. En un principio solo se creó la masculina en 1993 y progresivamente han ido entrando la categoría femenina (2003) y la sub-23 y juveniles masculina (2004) compartiendo prueba, siempre antes que la masculina absoluta. Hasta la temporada 2002/03 se disputaba una prueba por país, 1 de ellas siempre en Bélgica, aunque posteriormente se establecieron 2 en Bélgica y desde la 2004/05, 3. Otro país con más de una prueba puntuable suele ser los Países Bajos y anteriormente Italia. Desde la temporada 2014/15 se estableció una prueba fuera de Europa, en Estados Unidos, siguiendo la tendencia comenzada con el Campeonato Mundial de Ciclocrós de 2013 disputado en Louisville; en la temporada 2016/17 son 2 pruebas en Estados Unidos y Países Bajos y 3 en Bélgica (aunque una de ellas fue suspendida). En España ha puntuado para esta copa el Ciclocross de Igorre (hasta 2011) y tras 11 años de ausencia, volvió a tener una prueba puntuable en la temporada 2022/23 cuando Benidorm fue sede de una fecha.
No se debe confundir con el Campeonato Mundial de Ciclocrós, que se realiza semanas después de haber finalizado la Copa del Mundo. Algunas veces puede coincidir que una prueba de esta Copa del Mundo se repita más tarde como sede del Campeonato Mundial.

## Ganadores
| Temp.                                    | Hombres                | Mujeres                    |
| ---------------------------------------- | ---------------------- | -------------------------- |
| 1993-94                                  | Paul Herijgers         | –                          |
| 1994-95                                  | Daniele Pontoni        | –                          |
| 1995-96                                  | Luca Bramati           | –                          |
| 1996-97                                  | Adrie van der Poel     | –                          |
| 1997-98                                  | Richard Groenendaal    | –                          |
| 1998-99                                  | Mario De Clercq        | –                          |
| 1999-00                                  | Sven Nys               | –                          |
| 2000-01                                  | Richard Groenendaal    | –                          |
| 2001-02                                  | Sven Nys               | –                          |
| 2002-03                                  | Bart Wellens           | Daphny van den Brand       |
| 2003-04                                  | Richard Groenendaal    | Hanka Kupfernagel          |
| De 2004 a 2008 sin clasificación oficial |                        |                            |
| 2008-09                                  | Sven Nys               | Hanka Kupfernagel          |
| 2009-10                                  | Zdeněk Štybar          | Daphny van den Brand       |
| 2010-11                                  | Niels Albert           | Sanne van Paassen          |
| 2011-12                                  | Kevin Pauwels          | Daphny van den Brand       |
| 2012-13                                  | Niels Albert           | Katherine Compton          |
| 2013-14                                  | Lars van der Haar      | Katherine Compton          |
| 2014-15                                  | Kevin Pauwels          | Sanne Cant                 |
| 2015-16                                  | Wout van Aert          | Sanne Cant                 |
| 2016-17                                  | Wout van Aert          | Sophie de Boer             |
| 2017-18                                  | Mathieu van der Poel   | Sanne Cant                 |
| 2018-19                                  | Toon Aerts             | Marianne Vos               |
| 2019-20                                  | Toon Aerts             | Annemarie Worst            |
| 2020-21                                  | Wout van Aert          | Lucinda Brand              |
| 2021-22                                  | Eli Iserbyt            | Lucinda Brand              |
| 2022-23                                  | Laurens Sweeck         | Fem van Empel              |
| 2023-24                                  | Eli Iserbyt            | Ceylin del Carmen Alvarado |
| 2024-25                                  | Michael Vanthourenhout | Lucinda Brand              |

## Máximos ganadores

### Hombres
Los ciclistas con tres o más copas del mundo son:
| Nombre              | Años con victorias | Total |
| ------------------- | ------------------ | ----- |
| Sven Nys            | 2000-09            | 3     |
| Richard Groenendaal | 1998-2004          | 3     |
| Wout van Aert       | 2016-21            | 3     |

### Mujeres
Las ciclistas con tres o más copas del mundo son:
| Nombre               | Años con victorias | Total |
| -------------------- | ------------------ | ----- |
| Daphny van der Brand | 2003-12            | 3     |
| Sanne Cant           | 2015-18            | 3     |
| Lucinda Brand        | 2020-25            | 3     |